# 宇麻志神社
宇麻志神社（）は、兵庫県相生市矢野町小河（）にある神社。旧社格は無格社。

## 祭神
- 宇麻志阿斯訶備比古遅神（）

宇麻志神社は元は馬子神社（）と書き、祭神は蘇我馬子であったが、明治維新後「うまし」と呼び名が同じである宇麻志阿斯訶備比古遅神を招聘し祀るようになったとされる。

### 宇麻志神社御表示

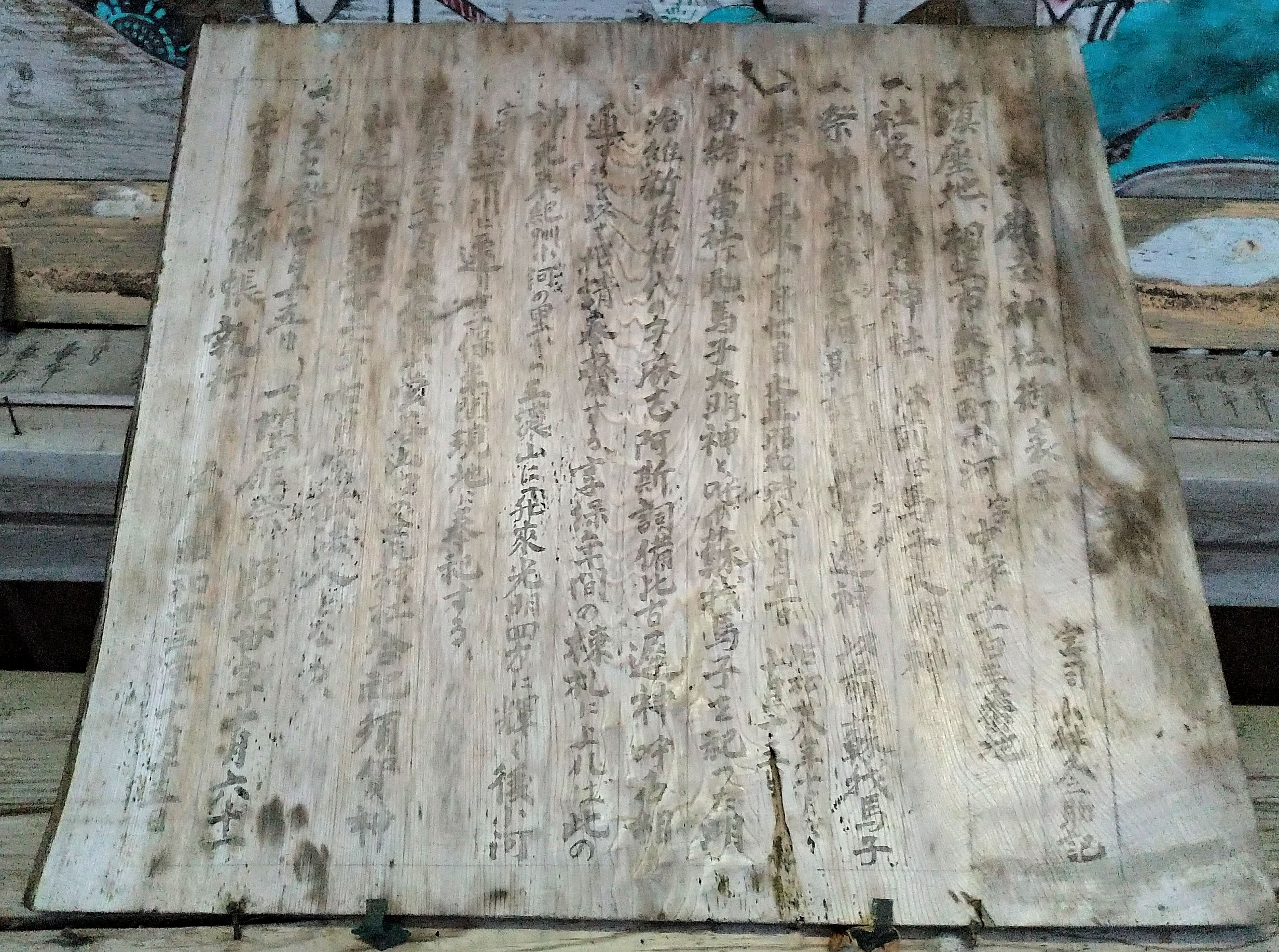
宇麻志神社御表示

## 文化財

### 指定文化財（市指定）
- 宇麻志神社の神馬図絵馬（平成12年3月29日指定）

絵馬には「奉掛御広前　享保十四歳己酉九月吉日」と記されており、1729年(享保14年)に拝殿へ奉納されたものである。相生市で保存されている絵馬の中では、保存状態がよく最も古い絵馬とされている。

## 現地情報
所在地
- 兵庫県相生市矢野町小河1103

交通アクセス
- 最寄バス停：神姫バス榊行きバス バス停「小河」下車後、徒歩約13分